# Taufe Jesu (Bais, Ille-et-Vilaine)

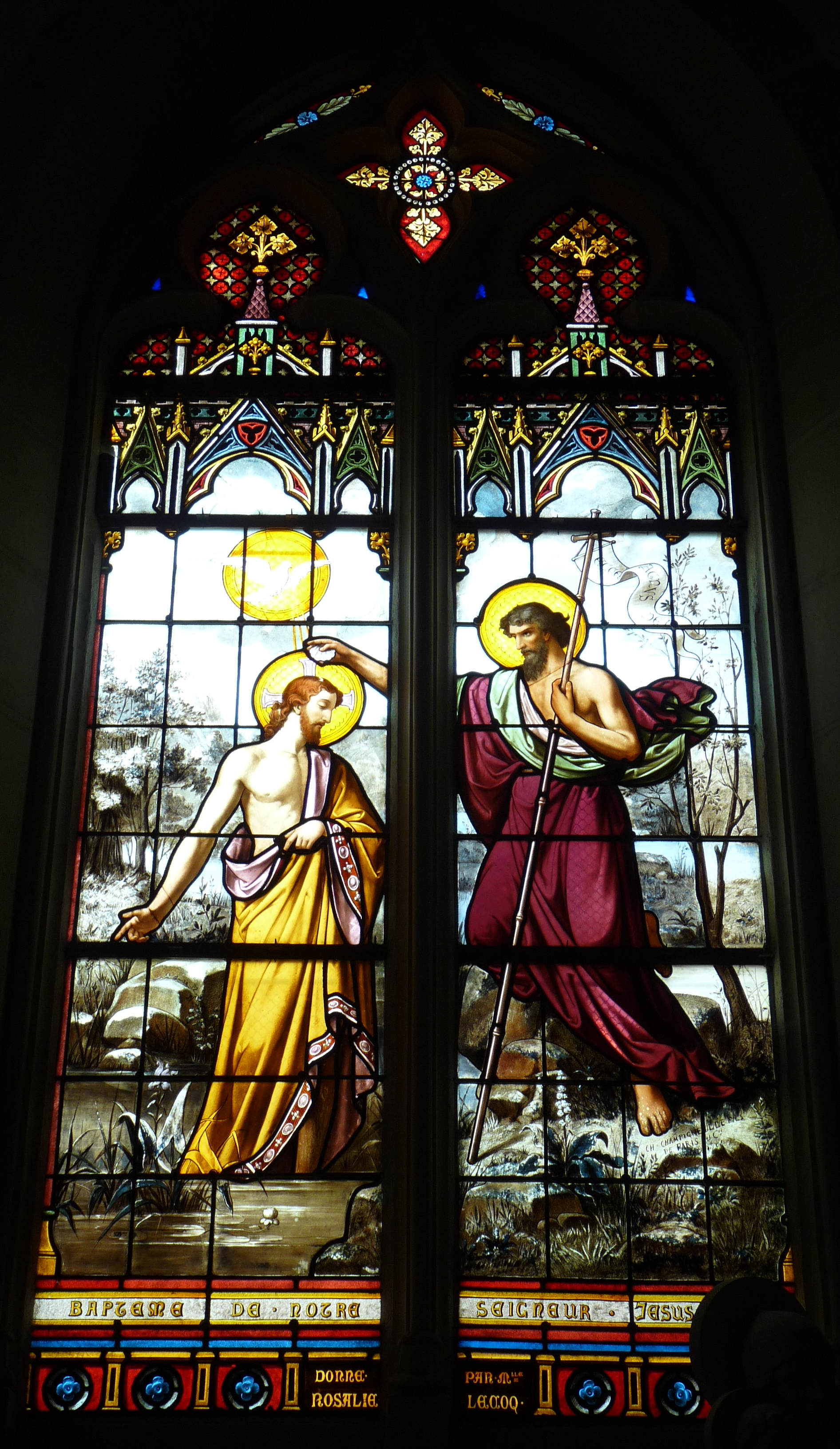
Fenster Taufe Jesu in Bais

Das Fenster Taufe Jesu in der katholischen Pfarrkirche St-Marse in Bais, einer französischen Gemeinde im Département Ille-et-Vilaine der Region Bretagne, wurde 1886 geschaffen. Das Bleiglasfenster wurde 1982 als Monument historique in die Liste der geschützten Objekte (Base Palissy) in Frankreich aufgenommen.
Das Fenster in der südlichen Kapelle wurde von Charles Champigneulle (1853–1905) in Paris geschaffen. Es stellt die Taufe Jesu durch Johannes den Täufer dar. Über dem Haupt von Jesus schwebt eine Taube, das Symbol des Heiligen Geistes.
Das Fenster wurde von Mademoiselle Rosalie Lecoq, die der Pfarrgemeinde angehörte, gestiftet. Am unteren Rand des Fensters ist dies vermerkt.